# أولوف ك. غوستافسون
أولوف ك. غوستافسون (بالسويدية: Olof K. Gustafsson)‏ هو شخصية أعمال وكبير الإداريين التنفيذيين سويدي، ولد في 14 مايو 1993 في Ekerö ‏ في السويد. يشغل حاليًا منصب الرئيس التنفيذي لشركة إسكوبار، وهي شركة قابضة لبابلو وروبرتو إسكوبار غافيريا.

## الحياة المهنية
في سن ال 13 أسس شركته الأولى لبيع الكوميديا على الإنترنت في السويد. في سن 17 ، كان يدير أربع شركات في السويد بينما قام  بإكمال تعليمه الثانوي العالي في عامين بدلاً من السنوات الثلاث الإلزامية. وقد نشر مجموعة كاريكاتورية منذ عام 2014 ، يشغل منصب الرئيس التنفيذي لشركة إسكوبار، وهي شركة قابضة لبابلو إسكوبار أسسها مع روبرتو دي خيسوس إسكوبار غافيريا.

## الرئيس دونالد ترامب وإنتخابات الولايات المتحدة الرئاسية لعام 2016
في 11 أبريل 2016 قبل الإنتخابات الرئاسية للولايات المتحدة لعام 2016 ، تم إبلاغ صحيفة واشنطن بوست بمساعدة Zignal labs أنه قام بمساعدة المرشح الجمهوري دونالد ج. ترامب في الحصول على متابعين لوسائل التواصل الاجتماعي مما أسفر عن ارتفاع حضور دونالد ج. ترامب على وسائل التواصل الاجتماعي . في 8 يناير 2019 أطلق مع روبرتو إسكوبار حملة لجمع التبرعات من GoFundMe fundraiser بقيمة 50 مليون دولار في محاولة لإقالة الرئيس دونالد ترامب. بعد جمع 10 ملايين دولار في 10 ساعات، تمت إزالة الصفحة من منصة GoFundMe fundraiser.